# Mattias Hugosson
Erik Mattias Hugosson, född 24 januari 1974, är en svensk fotbollsmålvakt som har spelat större delen av sin karriär för Gefle IF. Han har även haft ett korttidskontrakt i IFK Göteborg under hösten 2014.

## Karriär
Hugossons moderklubb är Valbo FF. 1997 spelade han för division 4-klubben Forsbacka IK. Hugosson kom till division 1-klubben Gefle IF 1998. Han var med och förde upp laget i Allsvenskan 2004. 
Säsongen 2007 hade Hugosson den högsta räddningsprocenten i Allsvenskan. Under en bortamatch mot Halmstad den säsongen hade hemmalaget nära ett tjugotal chanser, men Hugosson tog allt. Efter säsongen diskuterade han kontraktsförslag med både IFK Göteborg och Hammarby IF, men valde att stanna i Gefle IF. Säsongen 2011 stod Hugosson för en svit på 699 minuter utan att släppa in ett mål, vilket blev det dittills 5:e bästa resultatet genom tiderna i Allsvenskans historia. I september 2013 meddelade Hugosson att han skulle avsluta karriären efter säsongen. Totalt spelade han 438 seriematcher för klubben.
I augusti 2014 skrev han på som reservmålvakt för IFK Göteborg säsongen ut, han spelade dock ingen match under sin tid i IFK Göteborg.
I maj 2016 gjorde Hugosson comeback för Gefle IF, då ordinarie målvakten Andreas Andersson skadat sig. Han spelade dock inga matcher utan var endast reservmålvakt i tre matcher. Den 23 september 2018 gjorde Hugosson en ny comeback, 44 år gammal, då både August Strömberg och Viktor Frodig skadat sig. Han spelade hela matchen mot Varbergs BoIS som Gefle vann med 2–1.